# Joaquim Puig i Antich
Joaquim Puig i Antich   (Barcelona, 22 de setembre de 1944 - 2 de desembre de 1989), conegut com a Kim Puig Antich als Estats Units d'Amèrica, fou un psiquiatre català. El seu germà petit fou el militant llibertari Salvador Puig Antich, executat al final de la dictadura franquista.
Fou un metge i investigador que es va dedicar a la psiquiatria infantil i de l'adolescència. La carrera de medicina la va estudiar a l'Hospital Clínic de Barcelona. Es formà com a neurocirurgià a Montpeller i prosseguí els seus estudis a l'Hospital Sinai de Baltimore i a l'Hospital Beth Israel Hospital de Nova York, ambdós als EUA. També estudià al Col·legi de Medicina Albert Einstein. Esdevingué professor de la Universitat de Colúmbia de Nova York i catedràtic de Psiquiatria de quitxalla i d'adolescents a la Universitat de Pittsburgh. Puig i Antich fou un dels primers experts que demostrà l'existència d'una veritable depressió infantil, quan la majoria dels especialistes creien que era una patologia adulta. El prestigiós Institut Clínic Psquiàtric Occidental de la Facultat de Medicina d'aquesta darrera universitat creà la càtedra de psiquiatria infantil que duu el seu nom.
L'octubre de 2008, l'Institut d'Atenció Psiquiátrica de l'Hospital del Mar de Barcelona organitzà la primera jornada dedicada a la seva memòria, el I Memorial Dr. Puig Antich. El mediàtic psicòleg Martin Seligman, un dels màxims representants de la psicologia positiva, l'esmenta en la seva obra de divulgació Learned Optimism.